# Jiaocheng, Ningde
Jiaocheng är ett stadsdistrikt och säte för stadsfullmäktige i Ningde i provinsen Fujian i sydöstra Kina. Det ligger omkring 79 kilometer norr om provinshuvudstaden Fuzhou. 
1899 öppnades Sandu i nuvarande Jiaocheng som fördragshamn enligt ett kejserligt dekret och hamnen blev känd som Santuao.

## Administrativ indelning
Jiaocheng är indelat i två stadsdelsdistrikt, 11 köpingar, tre socknar (varav en etnisk minoritetssocken) samt en administrativ enhet på sockennivå.
Stadsdelsdistrikt (jiedao):

- Jiaobei (蕉北街道)
- Jiaonan (蕉南街道)

Köpingar (zhen):

- Badu (八都镇)
- Chengnan (城南镇)
- Chixi (赤溪镇)
- Feiluan (飞鸾镇)
- Hubei (虎贝镇)
- Huotong (霍童镇)
- Jiudu (九都镇)
- Qidu (七都镇)
- Sandu (三都镇)
- Yangzhong (洋中镇)
- Zhangwan (漳湾镇)

Socknar (xiang):

- Hongkou (洪口乡)
- Shihou (石后乡)

Etnisk minoritetssocken (zu xiang):
- Jinhan (金涵畲族乡) (för shefolket)

Område på sockennivå:
- Dongqiao Kaifaqu utvecklingszon (东侨开发区)